# Tiburonhalvøen
Tiburonhalvøen (fransk: Le Tiburon efter det spanske ord for haj) er den største halvø på øen Hispaniola i Caribien. Politisk tilhører halvøen Haiti, og her er hele de haitiske departementer Grand'Anse, Nippes og Sud og de vestlige dele af departementerne Ouest og Sud-Est. 
Den østlige del af halvøen blev ramt af jordskælvet i Haiti i januar 2010.
Tiburonhalvøen danner den sydvestlige del af Hispaniola og strækker sig 250 km ind i det caribiske hav. Den afgrænser Gonâvebugten i nord fra det caribiske hav. Halvøen er på sit bredeste 60 kilometer bred, og på sit smalleste knapt 30 kilometer. Den har et areal på omkring 9000 km² (til sammenligning Danmark øst for Storebælt:9.622 km²) og omfatter dermed nærmere en tredjedel af Haiti. Højeste punkt er Pic Macaya på 2347 m; den ligger i Massif de la Hotte i den vestlige del af halvøen. Største by er Les Cayes på sydkysten med ca. 60.000 indbyggere (2005).
18°21′N 73°08′V / 18.35°N 73.13°V